# Cold River (Lac des Îles)
Der Cold River bildet den Abfluss des Cold Lake in der kanadischen Provinz Saskatchewan.

## Flusslauf
Er verlässt den Cold Lake am östlichen Ufer. Er fließt in ostsüdöstlicher Richtung durch die beiden kleineren Seen Pierce Lake und Lepine Lake, bevor er in den Lac des Îles mündet. Der Cold River hat eine Gesamtlänge von 26 km, wobei die Hälfte der Strecke auf die beiden durchflossenen Seen entfällt. Der Cold River bildet ein Teilstück eines Flusssystems, welches vom Primrose Lake bis zum Beaver River führt.
Der Flusslauf des Cold River liegt vollständig im Meadow Lake Provincial Park. Kanutouren auf dem Cold River führen von der Howe Bay am Pierce Lake zum Lac des Îles und weiter auf dem Waterhen River.